# NGC 388

NGC 388

NGC 388 هي مجرة تتبع كوكبة الحوت. اكتشفها ويليام بارسونز في 4 نوفمبر 1850.

## روابط خارجية
- NGC 388 على موقع ويكي سكاي: DSS2, SDSS, GALEX, IRAS, Hydrogen α, X-Ray, Astrophoto, Sky Map, Articles and images